# Forever (phim truyền hình 2018)
Forever là một bộ phim truyền hình trực tuyến hài kịch của Hoa Kỳ do Alan Yang và Matt Hubbard sáng tạo được công chiếu vào ngày 14 tháng 9 năm 2018 trên nền tảng Amazon Prime Video. Phim có sự tham gia của Fred Armisen và Maya Rudolph, cả hai đều là giám đốc sản xuất cùng với Yang, Hubbard, Dave Becky và Tim Sarkes. Đến ngày 27 tháng 7 năm 2019, loạt phim đã bị hủy chỉ sau một mùa phát hành.

## Tiền đề
Forever theo chân cặp vợ chồng June (Maya Rudolph) và Oscar (Fred Armisen) sở hữu cuộc sống thoải mái nhưng nhàm chán ở ngoại ô Riverside, California. Xuyên suốt 12 năm, họ đã có những buổi trò chuyện giống nhau, ăn bữa ăn như nhau và trải qua vô số kỳ nghỉ thú vị tại cùng một ngôi nhà bên bờ hồ. Mãi cho đến khi quyết định hâm nóng tình yêu bằng chuyến đi trượt tuyết, cả hai mới thấy mình đang hiện diện ở nơi hoàn toàn xa lạ.

## Diễn viên

### Vai chính
- Fred Armisen trong vai Oscar Hoffman, một nha sĩ và là chồng của June chết sau chuyến trượt tuyết đâm sầm vào cái cây. Bằng lòng với việc sống một cuộc đời tầm thường và không có gì thay đổi, anh không nhận ra rằng vợ mình đã trở nên bồn chồn như thế nào với sự buồn tẻ thường nhật.
- Maya Rudolph trong vai June Hoffman, nhân viên công ty chia sẻ thời gian và là vợ của Oscar, người bị mắc nghẹn đến chết vì hạt mắc ca khoảng một năm sau khi Oscar qua đời. Khi ở thế giới bên kia, June nhận ra rằng cô không hề hạnh phúc trong cuộc hôn nhân và quyết định tìm kiếm một thứ khác.

### Vai định kỳ
- Catherine Keener trong vai Kase, cựu nhân viên chính phủ chuyển đến Riverside sau khi bị một chiếc xe tải đâm. Không hài lòng với cuộc sống trước đây của mình, cô xem thế giới bên kia là chuyến hành trình mới đầy tiềm năng.
- Noah Robbins trong vai Mark Erickson, một cậu bé tuổi teen chết trong vụ tai nạn xe hơi vào những năm 1970 và sống ở Riverside. Cậu kết bạn với Oscar và giúp anh định hướng sang thế giới bên kia.
- Sharon Omi trong vai bà Nakajima, một phụ nữ lớn tuổi sống ở Riverside cố gắng an ủi Oscar sau khi June rời xa anh.
- Kym Whitley trong vai Sharon, bạn của June đã cố gắng giúp cô tiếp tục sống sau cái chết của Oscar.
- Charles Emmett trong vai Jim, một người đàn ông sống ở Riverside thường xuyên được nhìn thấy đang cắt cỏ.
- Cooper Friedman trong vai Josiah, một cậu bé sống ở Riverside và dường như là người đã chết lâu và hiểu rõ nhất về thế giới bên kia.
- Peter Weller trong vai lữ khách, một người đàn ông bí ẩn dẫn mọi người đến Oceanside và ngăn cản họ rời đi.
- Julia Ormond trong vai Marisol, một phụ nữ sống ở Oceanside.
- Obba Babatundé trong vai Gregory, một người đàn ông sống ở Oceanside.

### Khách mời
- Amir M. Korangy trong vai Tiến sĩ Mohammed ("Together Forever"), nha sĩ đồng nghiệp làm việc cùng Oscar.
- Patricia Belcher trong vai Ellen ("June"), một nhân viên tại công ty chia sẻ thời gian đã đề nghị cho June vị trí mà cô muốn ở Hawaii.
- Rheagan Wallace trong vai Isabella ("June"), nhân viên cửa hàng quần áo hỗ trợ June mua tủ quần áo mới để cô chuyển đến Hawaii.
- Elizabeth Ho trong vai Melanie Park ("The Lake House"), một người phụ nữ mua ngôi nhà bên hồ mà Oscar và June đến hàng năm.
- Nancy Lenehan trong vai Heather Jacoby ("Another Place"), một phụ nữ mà Mark biết ở trường trung học đã chết nhiều năm sau đó. Anh cố gắng bắt đầu mối quan hệ với Jacoby cho đến khi cô tiết lộ rằng đang chờ đợi sự xuất hiện của người chồng bốn mươi năm.
- Hồng Châu trong vai Sarah ("Andre and Sarah"), đại lý bất động sản cố bán một căn nhà gần Riverside, cô vướng vào vụ ngoại tình đang diễn ra.
- Jason Mitchell trong vai Andre ("Andre and Sarah"), đại lý bất động sản cố bán một ngôi nhà gần Riverside, anh vướng vào vụ ngoại tình đang diễn ra.
- Jesse D. Goins trong vai Andre 60 tuổi ("Andre and Sarah"), phiên bản già của Andre quay trở lại ngôi nhà mà ông và Sarah đã cố bán trong nhiều năm để gặp lại cô. Ông đau khổ khi biết được tin Sarah đã chết gần đây.

## Tập phim
| TT. | Tiêu đề            | Đạo diễn      | Biên kịch                                                         | Ngày phát sóng gốc  |
| --- | ------------------ | ------------- | ----------------------------------------------------------------- | ------------------- |
| 1   | "Together Forever" | Alan Yang     | Alan Yang & Matt Hubbard                                          | 14 tháng 9 năm 2018 |
| 2   | "June"             | Alan Yang     | Cốt truyện : Matt Murray Kịch bản : Alan Yang & Matt Hubbard      | 14 tháng 9 năm 2018 |
| 3   | "The Lake House"   | Janicza Bravo | Cốt truyện : Joe Mande Kịch bản : Alan Yang & Matt Hubbard        | 14 tháng 9 năm 2018 |
| 4   | "Kase"             | Janicza Bravo | Cốt truyện : Jen Statsky Kịch bản : Alan Yang & Matt Hubbard      | 14 tháng 9 năm 2018 |
| 5   | "Another Place"    | Miguel Arteta | Cốt truyện : Aniz Adam Ansari Kịch bản : Alan Yang & Matt Hubbard | 14 tháng 9 năm 2018 |
| 6   | "Andre and Sarah"  | Alan Yang     | Alan Yang & Colleen McGuinness                                    | 14 tháng 9 năm 2018 |
| 7   | "Oceanside"        | Miguel Arteta | Cốt truyện : Ali Gusberg Kịch bản : Alan Yang & Matt Hubbard      | 14 tháng 9 năm 2018 |
| 8   | "Goodbye Forever"  | Alan Yang     | Alan Yang & Matt Hubbard                                          | 14 tháng 9 năm 2018 |

## Sản xuất

Áp phích quảng cáo.

### Phát triển
Vào ngày 8 tháng 9 năm 2017, truyền thông đưa tin Amazon đã đặt hàng một mùa bộ phim và cho phép sản xuất thẳng mà không cần xem bất kỳ tập thí điểm nào đã hoàn thành. Forever được sáng tạo bởi Alan Yang và Matt Hubbard, họ cũng là những cá nhân điều hành sản xuất loạt phim cùng với Fred Armisen, Maya Rudolph, Dave Becky, và Tim Sarkes. Tại thời điểm đó, các công ty sản xuất tham gia vào dự án này gồm có Universal Television. Đến ngày 21 tháng 12 năm 2017,  báo mạng loan tin bộ phim dự kiến ra mắt vào năm 2018. Đến tháng 8 năm sau, thông tin chính thức xác thực việc tác phẩm sẽ công chiếu vào ngày 14 tháng 9 năm 2018.

### Tuyển vai
Cùng với thông cáo báo chí ban đầu về loạt phim, Armisen và Rudolph đã được chọn vào vai chính. Đến ngày 1 tháng 12 năm 2017, Catherine Keener tiếp tục gia nhập dàn diễn viên với vai trò xuất hiện định kỳ.

## Phát hành
Ngày 2 tháng 8 năm 2018, trailer và áp phích đầu tiên của bộ phim đã ra mắt khán giả.

## Đón nhận

### Chuyên môn
Forever nhận được phản hồi tích cực từ các nhà phê bình kể từ thời điểm công chiếu. Trên trang web tổng hợp đánh giá Rotten Tomatoes, phần đầu tiên đạt tỷ lệ tán thành 95% với điểm trung bình 7.60/10 dựa trên 37 bài đánh giá. Nhìn chung loạt bài góp ý đều đồng thuận ở nội dung: "Forever là một cuộc đào sâu nhẹ nhàng và đau đớn về sự nhàm chán của hôn nhân, được nâng tầm bởi sự tuyệt vọng không mấy yên tĩnh của Maya Rudolph." Trang Metacritic sử dụng công thức bình quân gia quyền đã cho điểm 77/100 dựa trên 20 nhà phê bình, cho thấy "các bài đánh giá nhìn chung là thuận lợi."

### Giải thưởng
| Năm  | Giải thưởng                  | Hạng mục                        | Người nhận                                                             | Kết quả | Ref.   |
| ---- | ---------------------------- | ------------------------------- | ---------------------------------------------------------------------- | ------- | ------ |
| 2019 | Giải Hiệp Hội Nhà Văn Hoa Kỳ | Phim truyền hình: Hài nhiều tập | Aniz Adam Ansari, Alan Yang, & Matt Hubbard (tập phim "Another Place") | Đề cử   | [ 12 ] |